# Abysmal Torment
Az Abysmal Torment máltai death metal együttes. 2000-ben alakultak, "Molested" néven.

## Története
Első kiadványuk egy EP volt 2004-ben, ezt saját maguk adták ki (self-released). Két évvel később, 2006-ban piacra került első nagylemezük is, a "Brutal Bands" kiadó gondozásában. A későbbi lemezeiktől eltérően ez az album inkább a "slamming death metal" stílus hangzásjegyeivel rendelkezik: extrém gyors dobolás és mély hörgés. Második lemezük 2009-ben jelent meg. Korábbi dobosuk (2001-től 2008-ig), Wayne Vella munkahelyi baleset következtében elhunyt, 2010-ben. Új dobosuk Max Vassallo, aki a mai napig szerepel az együttesben. Harmadik lemezük 2014-ben jelent meg. 2018-ban újabb nagylemezt dobtak piacra. Az első két albumukat a "Brutal Bands Records" jelentette meg, az utolsó kettőt pedig a Willowtip Records dobta piacra.

## Tagok
- Nick Farrugia - ének (2000-)
- David Depasquale - gitár (2003-)
- Max Vassallo - dob (2008-)
- Melchior Borg - ének (2011-)
- Claudio Toscano - basszusgitár (2018-)

Korábbi tagok
- Mario Buhagiar - ének (2000-2001)
- Gan Pawl Bartolo - gitár (2000-2005)
- Tim Vella Briffa - basszusgitár (2000-2005)
- Wayne Vella - dob (2001-2008, 2010-ben elhunyt)
- Gordon Fermosa - ének (2001-2011)
- Ben Aquilina - basszusgitár (2006-2009)
- Karl Romano - basszusgitár (2009-2017)
- Kurt Pace - gitár (2011-2016)

## Diszkográfia
- Incised Wound Suicide (EP, 2004)
- Epoch of Methodic Carnage (album, 2006)
- Omnicide (album, 2009)
- Cultivate the Apostle (album, 2014)
- The Misanthrope (album, 2018)